# Parafia Niepokalanego Poczęcia Najświętszej Maryi Panny w Kingston
Parafia Niepokalanego Poczęcia Najświętszej Maryi Panny w Kingston (ang. Immaculate Conception Parish) – parafia rzymskokatolicka położona w Kingston, hrabstwie Ulster, w stanie Nowy Jork, Stany Zjednoczone.
Jest ona wieloetniczną parafią w archidiecezji Nowy Jork, z mszą św. w j. polskim dla polskich imigrantów.
Ustanowiona w 1896 roku, pod wezwaniem Niepokalanego Poczęcia Najświętszej Maryi Panny.

## Nabożeństwa w j.polskim
- Niedziela – 9:30

## Szkoły
- Immaculate Conception Elementary School